# Ferdinand von Morgenstern
Hans Walter Ferdinand Hermann von Jutrzenka-Morgenstern (geboren am 1. Februar 1873 in Potsdam; gestorben am 9. Februar 1958 in Braunschweig) war ein preußischer Chemiker und Gründer der nach ihm benannten Dr. von Morgenstern Schulen, einer Ausbildungsstätte für chemische Laboranten in Braunschweig.

## Leben
Ferdinand war Angehöriger der aus Pommern stammenden Adelsfamilie von Morgenstern. Seine Eltern waren Walter von Jutrzenka-Morgenstern (1842–1914), zuletzt Kataster-Kontrolleur und Steuerinspektor in Prenzlau, und Elise Raschke (1847–1904). Der Berliner Amts- und Landgerichtsrat Eberhard Jutrzenka von Morgenstern (1877–1935) war sein Bruder.
Er besuchte das Realprogymnasium Rathenow, avancierte in der preußischen Armee im Infanterieregiment Nr. 64 bis 1903 zum Leutnant und wurde für die Jahre 1904 bis 1907 in der Rangliste bei den Reserve-Offizieren geführt.
Morgenstern schrieb sich am 31. Oktober 1903 an der Universität Rostock für das Wintersemester im Fach Chemie ein und studierte dort bis zum 25. November 1905. Er verfasste an der landwirtschaftlichen Versuchsanstalt in Rostock bei Reinhold Heinrich (1845–1917) seine Doktorarbeit Über den Solaningehalt der Speise- und Futterkartoffeln und über den Einfluss der Bodenkultur auf die Bildung von Solanin in der Kartoffelpflanze, die 1906 veröffentlicht wurde und die er seinem Vater widmete. Von Morgenstern zog nach Braunschweig, wo er ein Handelslaboratorium übernahm und damit begann, in Chemiekursen Laboranten auszubilden. Aus diesen Anfängen entwickelte sich zunächst eine einjährige Ausbildung, die in den Folgejahren zu einer zweijährigen Ausbildung mit staatlich geprüftem Abschlussexamen als Chemotechniker ausgeweitet wurde. Daraus entwickelte sich eine Lehre zum chemisch-technischen Assistenten. Er gründete 1913 die erste Einrichtung der Dr. von Morgenstern Schulen, in denen seit den 1960er Jahren auch pharmazeutisch-technische Assistenten und seit den 1980er Jahren biologisch-technische Assistenten und Kosmetiker ausgebildet werden.

## Familie
Von Morgenstern heiratete 1910 in Rostock die Apothekerstochter Hedwig Konow (1886–1967) und hatte mit ihr zwei Töchter:
- Ingeborg Ernst-von-Morgenstern (ca. 1911–2005), die als Handelschemikerin arbeitete, vermählt mit Richard Ernst[4] (promovierter Maschinenbau- und Seilbahningenieur und Lexikograf, 1900–1992).
- Jutta Beyer-von-Morgenstern (1914–2008), vermählt 1938 mit Hanns Pook (Hockeyspieler aus Braunschweig, † November 1949) und, nach dessen Tod, seit 1954 mit Manfred Beyer (1924–2000). Sie hatte mehrere Söhne:[5]
  - Peter, Detlef und Olaf Pook (Architekt) aus erster Ehe
  - Ingo Beyer von Morgenstern aus der zweiten Ehe

Die Töchter Ingeborg und Jutta übernahmen 1958 die Leitung der Schulen, die später durch Juttas Kinder geleitet wurden.

## Werke (Auswahl)
- Über den Solaningehalt der Speise- und Futterkartoffeln und über den Einfluss der Bodenkultur auf die Bildung von Solanin in der Kartoffelpflanze. C. Hinstorffs Buchdruckerei, Rostock 1906 (archive.org).
- Die Marmeladefabrikation: Verfahren, Hilfsmittel u. Apparatur zur prakt. Herst. von Marmeladen u. Jams nebst Anführung d. einschläg. gesetzl. Bestimmungen u. Handelsbräuche. Keck & Wesche, Braunschweig 1924, OCLC 72018538.
- Der Drogist: Lehr- und Nachschlagebuch für Drogisten und Apotheker; mit 870 Abb. im Text, 12 farb. Taf. und einem Lebensbild des Herrn Prof. Dr. Ed. Freise. 2 Bände. Killinger, Nordhausen am Harz 1927 (mit Eduard Freise).
- Zur Bestimmung des Solaningehalts der Kartoffeln. In: Zeitschrift für analytische Chemie. Band 71, Nr. 1, 1927, S. 91–94, doi:10.1007/BF01388956 (mit A. Bömer, H. Mattis, H. Wackenroder, E. Wolff).